# تپه فارسجین ۱
تپه فارسجین ۱ مربوط به هزاره اول قبل از میلاد است و در شهرستان رزن، بخش مرکزی، روستای فارسجین واقع شده و این اثر در تاریخ ۲۷ مرداد ۱۳۸۲ با شمارهٔ ثبت ۹۶۷۱ به‌عنوان یکی از آثار ملی ایران به ثبت رسیده است.